# Maison de Lannoy
Pour les articles homonymes, voir Lannoy (homonymie).
La maison de Lannoy est une famille subsistante de la noblesse belge, d'extraction féodale, originaire de Flandre et du Hainaut. Elle tire son nom de la ville de Lannoy (Nord), en Flandre française, entre Lille et Roubaix, dont ils étaient seigneurs. La filiation de cette famille est suivie depuis 1290. Une thèse fait remonter la branche jusqu'à 1096, mais il peut s'agir d'une famille homonyme.
La maison de Lannoy donna des guerriers, des hommes d'État et des chevaliers de la Toison d'or. Après la bataille de Pavie en 1525, le Roi de France, Francois Ier, ne voulut remettre son épée qu'au seul Charles de Lannoy, vice-roi de Naples.
Jean II de Lannoy fut tué à la bataille d'Azincourt (1415) tandis que Baudouin Ier de Lannoy fut ambassadeur en Angleterre. En 1551, Anne d'Egmont, fille de Françoise de Lannoy, épouse Guillaume Ier d'Orange-Nassau, dit Guillaume le Taciturne, et c'est ainsi que la terre de Lannoy entra dans les possessions de la maison de Nassau, famille actuellement régnante au grand-duché de Luxembourg (maison de Nassau-Weilbourg) et au royaume des Pays-Bas (maison d'Orange-Nassau).
La branche subsistante est comtale du Saint-Empire avec manteau d'hermine.
La grande duchesse héritière de Luxembourg, Stéphanie, est née comtesse de Lannoy.

## Chevaliers de la Toison d'Or
- Hugues de Lannoy (~1384-1456).

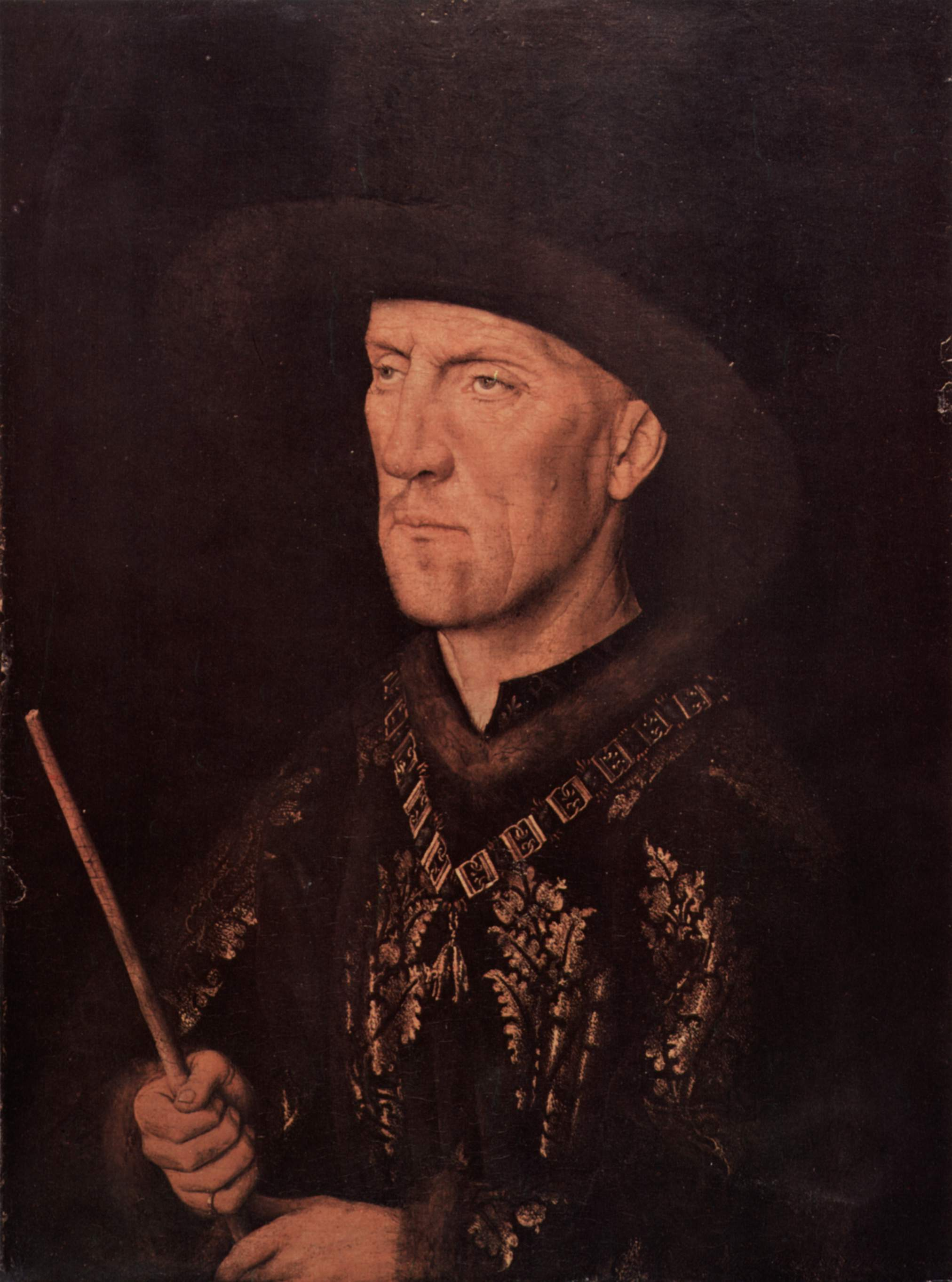
Baudouin Ier de Lannoy, dit le Bègue par Jan van Eyck.

- Guillebert de Lannoy ou Gilbert de Lannoy (~1386-1462); fondateur d'une branche cadette retracée dans une sentence de la gouvernance de Lille prise 7 août 1699[2].
- Baudouin Ier de Lannoy (1388-1474).
- Jean III de Lannoy, seigneur de Lannoy (1410-1493).
- Baudouin II de Lannoy, seigneur de Molembaix (~1436-1501).
- Pierre de Lannoy, seigneur de Fresnoy  (~1445-1510).
- Philippe de Lannoy, vicomte de Sebourg (1460-1535).
- Charles de Lannoy, seigneur de Senzeille, 1er prince de Sulmona et d'Ortonamare (1482-1527), fait comte du Saint-Empire en février 1527[3].
- Philippe de Lannoy, seigneur de Molembaix (1487-1543). (au chapitre de Tournay en 1535). Il fut également Conseiller du Conseil des Finances et Grand-veneur du Brabant. Il devint même gouverneur et châtelain de la Ville de Vilvorde entre 1541 et 1543. Il avait épousé Françoise de Barbençon[4].
- Jean de Lannoy, seigneur de Molembaix (~1509-1560).
- Philippe Charles II de Lannoy, 2e prince de Sulmona et d'Ortonamare (1514-1553).
- Baudouin III de Lannoy, seigneur de Molembaix et de Solre-le-Château (1518-1559).
- Charles III de Lannoy, 3e prince de Sulmona (1537-1568).
- Horace de Lannoy, 4e prince de Sulmona (+1597).
- Claude de Lannoy, comte de la Motterie (1578-1643).
- Eugène de Lannoy, comte de la Motterie, baron de Sombreffe.

## Personnalités

### Lannoy-Sulmona
- Charles de Lannoy (1482-1527), 1er prince de Sulmona et Ortonamare, vice-roi de Naples
- Philippe Charles II de Lannoy (1514-1553), 2e prince de Sulmona et Ortonamare.
- Charles III de Lannoy (1537-1566), 3e prince de Sulmona et Ortonamare
- Horace de Lannoy (...-1597), 4e prince de Sulmona
- Filippo de Lannoy (...-1600), 5e prince de Sulmona
- Filippo II de Lannoy (...-1604), 6e prince de Sulmona

### Lannoy-Bojano
- Ferdinand de Lannoy (1510-1579), 1er duc de Bojano
- Giorgio de Lannoy (1528-...), 2e duc de Bojano
- Carlo de Lannoy (...-1596), 3e duc de Bojano
- Giulia de Lannoy (...-1616), 4e duchesse de Bojano

### Lannoy-Saint-Empire
- François de Lannoy (1608-1693), comte de Lannoy
- Charles François I de Lannoy (1644-1726), comte de Lannoy
- Charles François II de Lannoy (...-1758), comte de Lannoy
- Augustin de Lannoy (1743-1801), comte de Lannoy
- Jacques-François de Lannoy (1769-1835), comte de Lannoy
- Gustave de Lannoy (1800-1892), comte de Lannoy
- Charles de Lannoy (1828-1901), comte de Lannoy
- Philippe de Lannoy (1866-1937), comte de Lannoy
- Paul de Lannoy (1898-1980), comte de Lannoy
- Philippe II de Lannoy (1922-2019), comte de Lannoy (père de Stéphanie de Lannoy)
- Jehan de Lannoy (1966), comte de Lannoy

### Lannoy-La Motterie
- Claude de Lannoy (en) (1578-1643), comte de la Motterie, gouverneur de Maastricht et Namur, chevalier de la Toison d'or (1638, brevet no 396); Claude de Lannoy a bénéficié de l'érection en comté de la terre de la Motterie le 26 mars 1628; il est à cette date déjà gouverneur et surintendant de Maastricht, membre du conseil de Flandre, et l'érection a lieu en retour de ses dévoués services. Cette seigneurie était tenue en justice vicomtière de la terre de Quesnoy-sur-Deûle[5].
- François-Hyacinthe de Lannoy, Comte de la Motterie, seigneur de Sombreffe, Envoyé Extraordinaire du Roi Charles II d'Espagne auprès de l’Électeur Palatin.
- Eugène Hyacinthe de Lannoy, comte de la Motterie, Lieutenant Feld-maréchal des armées de l'Impératrice Marie-Thérèse d'Autriche, Gouverneur militaire de Bruxelles, Grand-Maréchal de la Cour de Bruxelles, Chevalier de la Toison d'or. Il était seigneur de Sombreffe.
- Chrétien-Joseph de Lannoy (1731-1822), comte de la Motterie et de Liberchies, sénateur (Premier Empire)

### Lannoy-Beaurepaire
- Ignace de Lannoy (1650-1715), 1er comte de Beaurepaire
- François Joseph de Lannoy (...-1726), 2e comte de Beaurepaire
- Charles François Ignace de Lannoy (1686-1752), 3e comte de Beaurepaire
- Ignace Godefroy de Lannoy (1722-1794), 4e comte de Beaurepaire
- Charles Albert de Lannoy (1768-...), 5e comte de Beaurepaire
- Anatole Albert Godefroy de Lannoy (1794-1870), 6e comte de Beaurepaire

### Lannoy-Clervaux
- Claude, comte de Lannoy-Clervaux
- Albert de Lannoy, seigneur de Clervaux entame en 1680 un procès concernant une rente contre le procureur de l'abbaye de Munster[6].
- Adrien Gérard, comte de Lannoy-Clervaux (1648-1714) : son portrait se trouve au Musée des arts décoratifs de Namur en l'Hôtel de Groesbeeck-de Croix. Il était gouverneur de la ville et comté de Namur. Il était seigneur de la libre terre de Bolland
- Le portrait de son épouse, la comtesse Jeanne-Thérèse de Lannoy, née baronne de Bocholtz et baronne d'Oreye, est conservé dans le transept nord de l'église Saint-Appolinaire de Bolland[7].
- Adrien Jean-Baptiste, comte de Lannoy, de Clervaux, fut également seigneur de la libre terre de Bolland[8]
- Princes de Rheina-Wolbeck

## Représentants

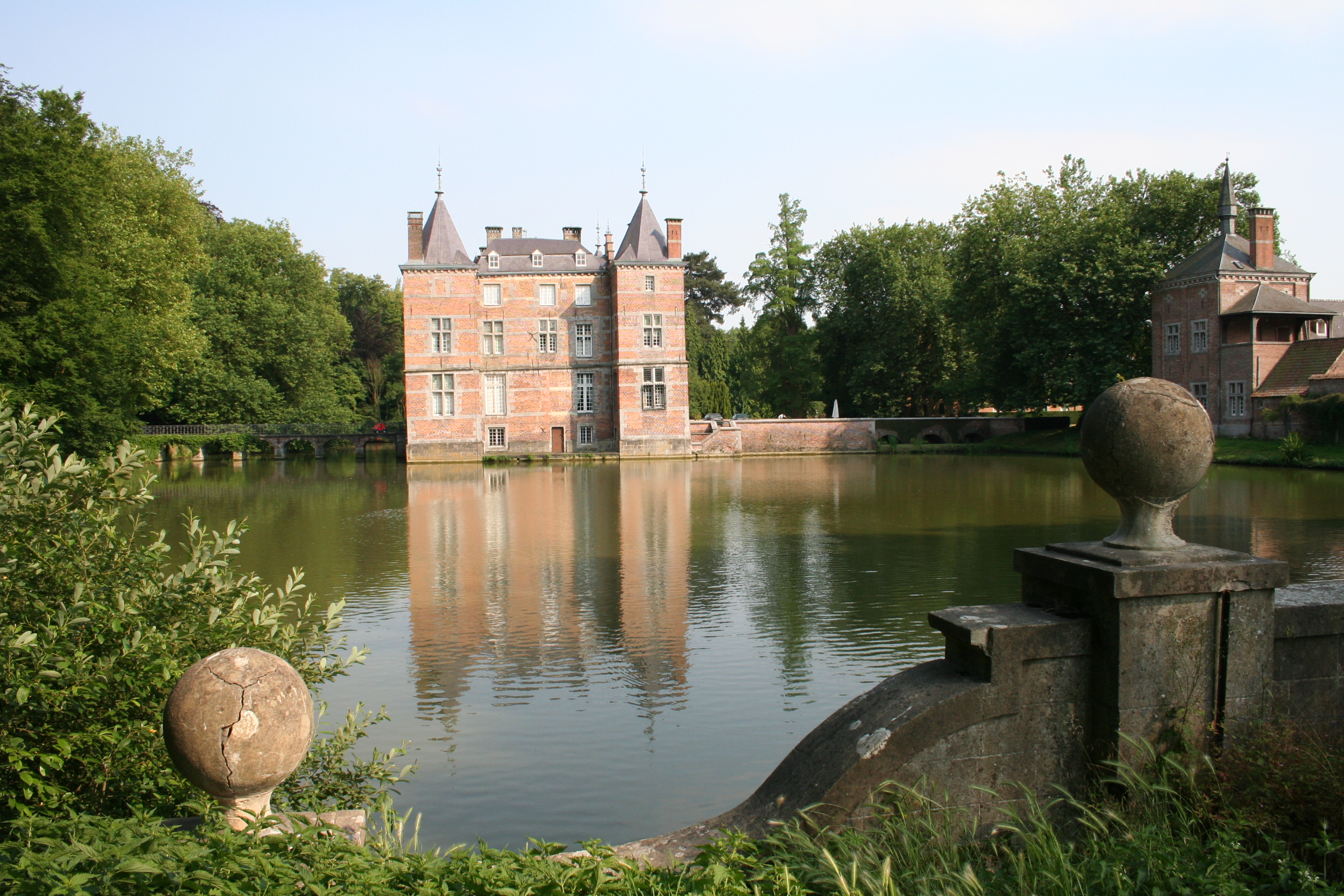
Le château d'Anvaing des comtes de Lannoy

L'ancien chef de la famille était jusqu'au 10 janvier 2019 le comte Philippe de Lannoy (1922-2019), fils du comte Paul et de la princesse Béatrix de Ligne. Il avait épousé Alix della Faille de Leverghem, décédée le 26 août 2012. Le comte Philippe habitait au château d'Anvaing, et il fut le propriétaire de l'hôtel particulier des comtes de Lannoy à Bruxelles, dans la rue aux Laines, non loin du palais royal et du palais d'Egmont jusqu'à sa mort. Le comte Philippe et son épouse sont sortis de l'anonymat en 2012 lorsque leur fille cadette Stéphanie s'est mariée avec le grand-duc héritier Guillaume de Luxembourg.

### Charles de Lannoy(1482-1527)
Combattant pour l'empereur Charles Quint à Pavie le 24 février 1525. Le roi de France François Ier, encerclé, se rend et remet son épée au comte Charles de Lannoy.

### Philippe de Lannoy (1487-1543)
Ecuyer puis chevalier, seigneur de Molembais, Solre le Château, Tourcoing, la Clite, Wagnonville et Vendegies. De sa mère, il hérita des seigneuries de Conroy et Brimeul. Au chapitre de Tournay (1531), l'empereur Charles Quint le créa chevalier de l'ordre de la Toison d'or. Il est le père de Philippe de Lannoy (mort en 1574).
Son portrait se retrouve dans le <<Recueil d'Arras>> et sa copie à la page 748 du livre Histoire de la ville de Vilvorde.

### Jacques-Adrien-François de Lannoy (1769-1835)
Jacques-Adrien-François, comte de Lannoy, chambellan du roi Guillaume des Pays-Bas, bourgmestre d'Anvaing. Il est le fils du comte Augustin, seigneur de la Chaussée, et de Ferdinande-Dorothée de Franeau d'Hyon (des comtes de Gommegnies).
Il épousa à Bruxelles le 26 février 1797 la comtesse Louise d'Ursel, fille du duc Wolfgang-Guillaume et de la princesse Marie-Flore (des ducs) d'Arenberg.

### Gustave de Lannoy (1800-1892)
Le comte Gustave-Ferdinand-Guillaume de Lannoy, chambellan du roi Guillaume des Pays-Bas, grand maître de la maison de Brabant de la maison du duc de Brabant, puis grand maître de Belgique de la maison de la reine Marie-Henriette de Belgique, bourgmestre d'Anvaing.
Il est le fils du comte Jacques-François et de la comtesse Louise d'Ursel.
Il épousa à Bruxelles le 10 juillet 1827 la comtesse Charlotte-Albertine van der Noot d'Assche, dame d'honneur de la duchesse de Brabant. Elle est la fille du comte Maximilien, Marquis d'Assche, baron de Schoonhoven et de Marets, et d'Albertine-Claire (des comtes) de Roose (des comtes de Baisy).

### Philippe de Lannoy (1866-1937)
Grand Maître de la maison de la Reine Élisabeth de 1919 à 1929, Grand Maréchal de la Cour de Belgique de 1929 au décès du roi Albert Ier en 1934, bourgmestre d'Anvaing dont il transforma les jardins du château. Il épouse Rosalie de Beeckman (1877-1963), fille unique d'Albert (dernier) baron de Beeckman et de la comtesse Bathilde d'Oultremont de Duras. Elle apporta plusieurs propriétés dont le château de Hun actuellement habité par son petit-fils le comte Hugues de Lannoy.

## Armoiries
| Image | Armoiries |
| ----- | --- |
|       | D'argent à trois lions de sinople, armés et lampassés de gueules, couronnés d'or. Supportsdeux licornes d'argent accornées et crinées d'or. Cimierune tête et col de licorne d'argent le crin et la barbe d'or. DeviseVostre playsir Lannoy. Manteau de gueules, doublé d'hermine, sommé de la couronne de prince du Saint-Empire ; |
|       | Jean III, dit le Bâtisseur (1410 † 1493), seigneur de Lannoy, de Lys et de Wattignies, chevalier de la Toison d'or D'argent à trois lions de sinople, armés et lampassés de gueules, couronnés d'or (de Lannoy)., |
|       | Hugues de Lannoy (1384 † 1456), seigneur de Santes, grand maître des arbalétriers, membre fondateur de l'ordre de la Toison d'or De Lannoy, à la bordure engrelée de gueules., |
|       | Guilbert de Lannoy (1386 † 1462), frère du précédent, seigneur de Santes, de Willerval, de Tronchiennes, de Beaumont et de Wahagnies, membre fondateur de l'ordre de la Toison d'or De Lannoy, à la bordure engrelée de gueules, brisé en chef d'un lambel d'azur à trois pendants., |
|       | Pierre de Lannoy (vers 1445 † 1510), fils cadet du précédent, seigneur du Fresnoy, chevalier de la Toison d'or De Lannoy, à la bordure engrelée de gueules, brisé en cœur d'une étoile (5) du même. |
|       | Baudouin Ier de Lannoy, dit le Bègue (1389 † 1474), frère de Hugues (1386-1462) et Guilbert, seigneur de Molembaix, de Solre-le-Château, membre fondateur de l'ordre de la Toison d'or, De Lannoy, à la bordure engrelée de gueules. En cœur un écusson d'argent, chargé de quatre fasces d'azur (de Molembaix)., |
|       | Baudouin II de Lannoy (vers 1440 † 7 mai 1501), fils du précédent (et de Adrienne de Berlaymont ( † 29 avril 1493), dame de Solre), seigneur de Molembaix, de Solre-le-Château, et de Tourcoing, gouverneur de Lille, de Douai et d'Orchies, chevalier de la Toison d'or, De Lannoy. En cœur un écusson fascé de vair et de gueules de six pièces (de Berlaymont)., |
|       | Philippe de Lannoy (1487 † 12 septembre 1543 - Louvain, inhumé à Solre-le-Château), fils du précédent (et de Michèle d'Esnes (1440†1511), dame du Cauroy), seigneur de Molembais et de Tourcoing, Anserœul, Solre-le-Château, Fouleng, chambellan de l'empereur germanique, Grand veneur de Brabant (1540), capitaine du château de Vilvorde (1541), chevalier de la Toison d'or, De Lannoy ; sur-le-tout de sable à dix losanges d'argent 3, 3, 3, et 1 (d'Esnes)., |
|       | Jean de Lannoy (vers 1509 - Solre-le-Château † 1560), fils du précédent (et de Marguerite ou Madeleine de Bourgogne ( † 14 janvier 1511, fille de Baudouin (v.1446†1508), vicomte d'Orbec, seigneur de Fallais et de María Manuel de la Cerda (vers 1468†1500), petite-fille de Philippe III le Bon)), seigneur de Molembais, Anserœul, Germignies, Solre-le-Château, Zoutelande, Coudekerke, chambellan de Charles Quint, grand bailli du Hainaut (1556), gouverneur et capitaine général du comté de Hainaut (1559), chevalier de la Toison d'or (1546), Écartelé de Lannoy et de la Maison Manuel de Villena (es) ; sur-le-tout de Bourgogne (armes de Philippe III le Bon). |
|       | Baudouin III de Lannoy, dit Monsieur de Tourcoing (1518 † 11 octobre 1559), demi-frère du précédent (fils de Françoise de Barbançon (25 janvier 1500 † 25 mai 1560)), seigneur de Tourcoing, gentilhomme de la bouche de l'Empereur germanique, Conseiller de Charles Quint, Grand bailli et gouverneur de Tournaisis et de Saint-Amand-les-Eaux, De Lannoy. En cœur un écusson d'argent, à trois lions de gueules, armés, lampassés et couronnés d'or (de Barbançon)., |
|       | Charles Ier de Lannoy (1482 † 1527), Seigneur de Senzeille, 1er prince de Sulmone (Sulmona) et Ortonamare, chevalier de la Toison d'or, D'argent à trois lions de sinople, armés et lampassés de gueules, couronnés d'or. |
|       | Philippe Charles II de Lannoy (1514 † 1553), 2e prince de Sulmone (Sulmona) et Ortonamare, chevalier de la Toison d'or, De Lannoy, à la bordure de gueules. |
|       | Charles III de Lannoy (1537 † 1566), fils du précédent (et de Isabella Colonna (1512 † 1570)), 3e prince de Sulmona et Ortonamare, Écartelé de Lannoy et de Colonna. - Armes portées ensuite par son frère Horace de Lannoy ( † 1597), 4e prince de Sulmona |
|       | Chrétien Joseph Ernest Grégoire de Lannoy (1731-1822), sénateur (Premier Empire) (1er floréal an XII : 21 avril 1804), comte de l'Empire (mai 1808), commandeur de la Légion d'honneur, D'argent, aux trois lions de sinople rampants, armés, lampassés et couronnés d'or, posés deux et un ; « franc-quartier » des comtes sénateurs. Livréesblanc, verd, jaune et bleu, le verd dans les galons seulement. |